# Elissa Freiha
Elissa Freiha (em árabe: إليسا فريحة; nascida em 1989/1990) é uma empresária, investidora, produtora executiva e ativista feminista emirado-libanesa-americana. Ela é a fundadora da Womena, uma empresa de mídia voltada para mulheres que visa inspirar mudanças reais por meio de narrativas e conteúdo digital. A Womena foi lançada em 2014 como uma rede de investimento anjo que visava capacitar economicamente as mulheres, educando-as sobre o investimento em capital de risco em fase inicial e facilitando o processo de mulheres investidoras anjo investirem em novas startups que estejam localizadas nas região conhecida como MENA (Oriente Médio e Norte da África). No entanto, em 2018, Elissa Freiha direcionou o negócio para a criação de um impacto mais amplo para as mulheres da região e reinventou a Womena como a plataforma de contar histórias que é hoje. Em 2018, Elissa e Womena também lançaram Womentum, um acelerador tecnológico e uma série de documentários para startups lideradas por mulheres no Médio Oriente.[carece de fontes?]
Em julho de 2021, Elissa Freiha foi nomeada membro do conselho da Câmara de Economia Digital de Dubai.[carece de fontes?]

## Biografia
Elissa Freiha é neta de Said Freiha, empresário que fundou a editora de mídia Dar Assayad. Elissa cresceu principalmente em Paris, onde seu pai, Bassam Freiha, trabalhava para a UNESCO. Ela se formou em comunicação global pela Universidade Americana de Paris e, posteriormente, trabalhou em uma padaria em Paris e, após se formar, depois para a empresa de relações públicas Flash Entertainment, em Abu Dhabi. Elissa Freiha conheceu sua ex-cofundadora da Womena, Chantalle Dumonceaux, em 2008, enquanto estudava na Universidade Americana de Paris, e as duas mais tarde abriram negócios juntas. Em 2017, cerca de 40 investidores anjos associados à Womena investiram mais de 2 milhões de AED em sete startups nos Emirados Árabes Unidos, incluindo investidores de Zurique e Nova Iorque.

## Reconhecimentos
- 2015 - uma das 100 mulheres da BBC.[1]
- 2015 - uma das "Líderes Empresariais Inspiradoras dos Emirados Árabes Unidos", da Forbes.[4]
- 2019 - prêmio inaugural de "Empreendedor do Ano", da One Young World.[5]

Elissa Freiha ganhou vários prêmios por seu trabalho no ecossistema de startups da região do Oriente Médio, incluindo “Empreendedora do Ano” e “Investidora do Ano”. Ela também é frequentemente listada como uma das 'Mulheres de Negócios Mais Poderosas do Oriente Médio' e "Árabes Influentes com menos de 40 anos" por várias publicações.[carece de fontes?]